# Ausleger Baldinger Straße 44 (Nördlingen)

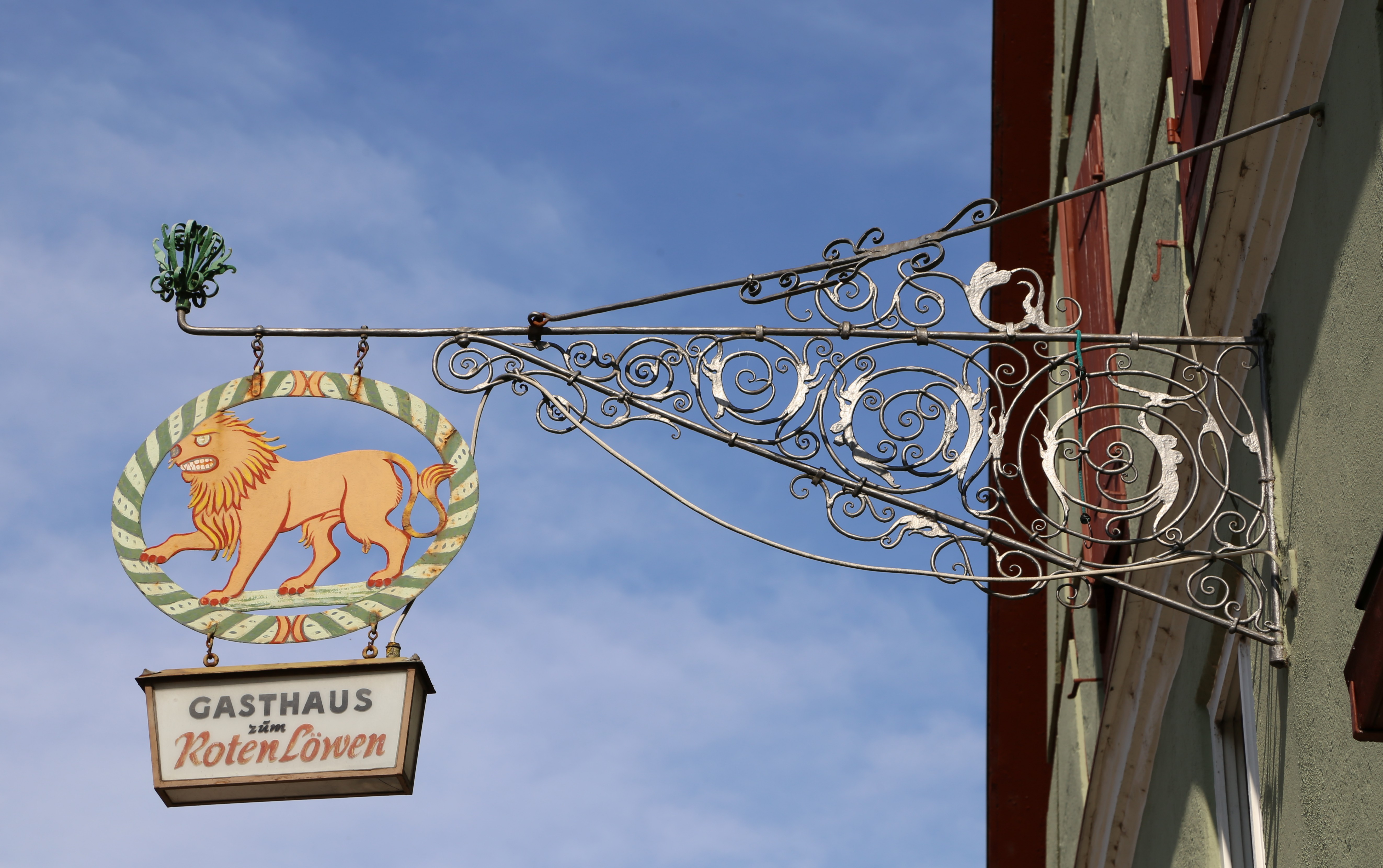
Ausleger am Gebäude Baldinger Straße 44 in Nördlingen

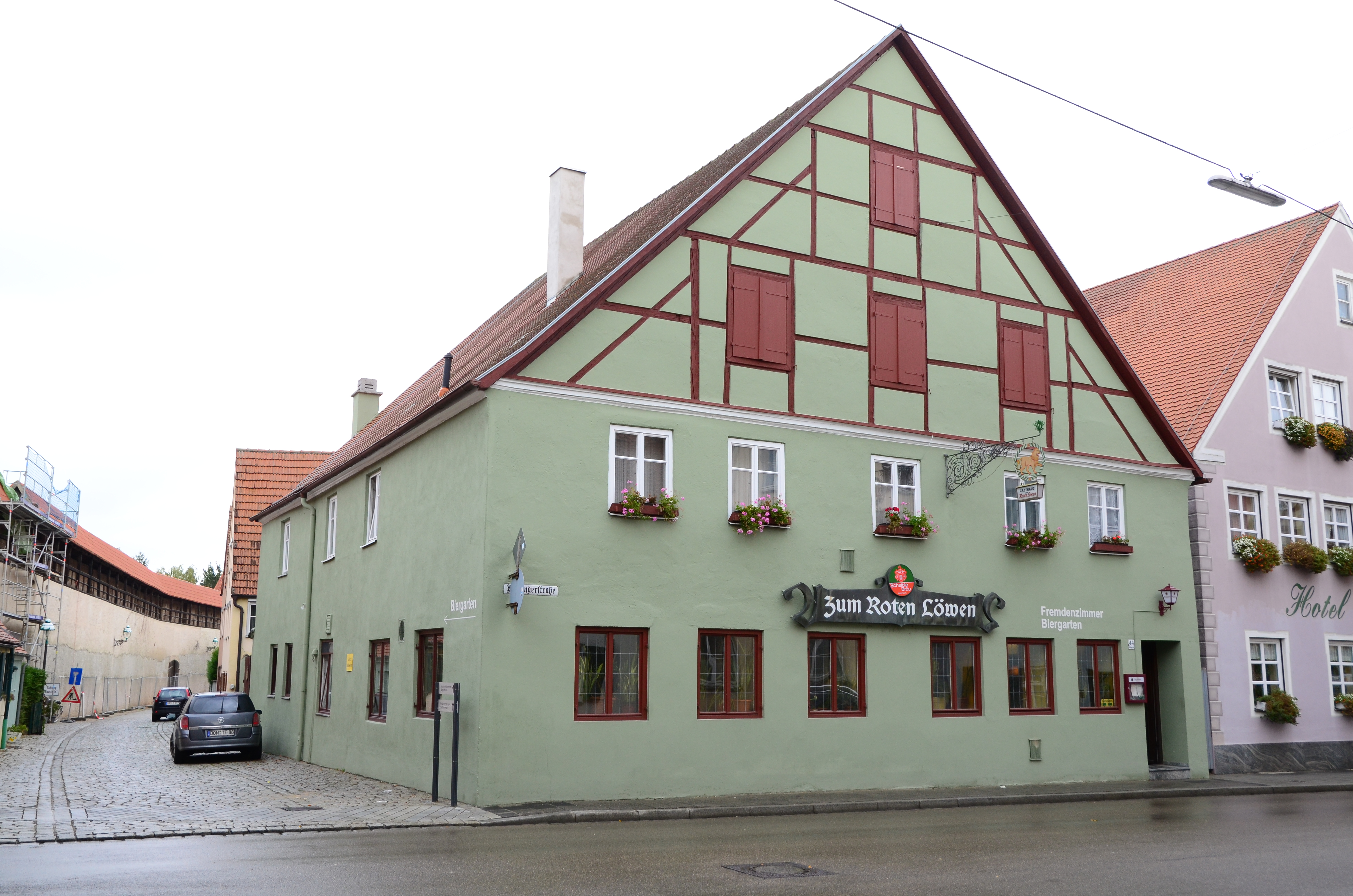
Haus mit Ausleger

Der Ausleger am Gebäude Baldinger Straße 44 in Nördlingen, einer Stadt im schwäbischen Landkreis Donau-Ries in Bayern, wurde im frühen 17. Jahrhundert geschaffen. Das Nasenschild ist ein geschütztes Baudenkmal.
Der schmiedeeiserne Ausleger mit Rankenformen, Spaltblättern sowie einem zeittypischen Blütenaufsatz geht auf die Nutzung des Hauses als Gasthaus zurück. 
Das Gasthaus Zur Weißen Traube ist seit 1621 belegt, das heutige Schild Zum Roten Löwen wurde 1821 übertragen.